# Il mondo non accetta le parole
Il mondo non accetta le parole è un singolo di Alexia pubblicato nel 2015.

## Il Brano
È il primo singolo promozionale estratto dal nuovo album Tu puoi se vuoi. La canzone è una ballad che parla del desiderio di recuperare una storia d'amore finita.
(dal comunicato stampa del singolo 2015)
Il brano è uscito in radio e nei digital store il 17 aprile.

## Il videoclip
Il singolo è accompagnato da un videoclip diretto dal regista Jacopo Pietrucci.

## Curiosità
- Il videoclip è stato presentato in esclusiva sul sito di TV Sorrisi e Canzoni il 16 aprile.